# Сонам Ринчен
Сонам Ринчен (1933, Трехор, Кам, Восточный Тибет —2013) — тибетский геше.

## Биография
В 1945 году поступил в монастырь Дхаргье, и вошел в монастырский университет Сэра в Лхасе в 1952 году, где он учился, пока не был вынужден бежать из Тибета в 1959 году.
В Индии он завершил своё обучение на степень геше-лхарампа, которую получил в 1980 году. Также получил степень ачарьи в центральном институте тибетологии в Сарнатхе. Он был назначен резидентом учителя в библиотеке тибетских трудов и архивов в Дхарамсале в Индии в 1978 году, где преподавал буддийскую философию и практику, главным образом западную. Также преподавал в Японии, Австралии, Великобритании, Южной Корее, Ирландии, Новой Зеландии и Швейцарии.